# Грязнов, Николай Иванович
Николай Иванович Грязнов (род. 23 апреля 1955, Бурятская АССР) — советский и российский деятель органов безопасности, генерал-лейтенант.
Окончил школу в Иркутске, имеет высшее образование, авиастроитель. Пять лет работал на авиационном заводе.
На службе в органах государственной безопасности с 1982 года.
В 1999—2004 годах начальник Управления ФСБ России по Республике Калмыкия.
В 2004—2007 годах начальник Управления ФСБ России по Республике Дагестан.
По словам начальника Службы организационно-кадровой работы ФСБ РФ генерал-полковника Евгения Ловырева, три года работы Николая Грязнова в Дагестане оцениваются положительно, в ходе его деятельности были достигнуты определённые результаты, особенно в сфере социального обеспечения личного состава УФСБ по Дагестану.
С 2007 по июнь 2014 года вице-президент Государственной Корпорации «Олимпстрой», курирующий безопасность.
С ноября 2014 года заместитель генерального директора по безопасности АО «Вертолеты России».